# James E. Webb
James Edwin Webb, född 7 oktober 1906 i Tally Ho, Granville County, North Carolina, död 27 mars 1992 i Washington, D.C., är mest känd som chef för NASA 1961–1968, medan Apolloprogrammet byggdes upp.
Det kraftfulla James Webb Space-teleskopet, som sköts upp i rymden i december 2021, har uppkallats efter honom efter en namnändring 2002 från Next Generation Space Telescope.

## Ämbetskarriär
- Federal budgetdirektör:  1946–1949
- Vice utrikesminister:    1949–1952
- NASA-chef:              14 feb. 1961 – 7 okt. 1968